# Terry Labonte
Terrance Lee Labonte (Corpus Christi, 16 novembre 1956) è un pilota automobilistico statunitense, campione della NASCAR.

## Carriera
Dal 1978 al 2014 ha corso nella NASCAR Sprint Cup Series, ottenendo in totale 22 vittorie su 27 pole position. Dal 1985 al 2000, ha corso nella NASCAR Xfinity Series, ottenendo 11 vittorie su 4 pole position, mentre nel 1995, ha corso nella NASCAR Camping World Truck Series ottenendo una vittoria e una pole position.

## Riconoscimenti
Nel 2016 è stato introdotto nella NASCAR Hall of Fame.

## Palmarès
NASCAR Sprint Cup Series
- 2 volte  nella NASCAR Sprint Cup Series (1984, 1996)